# Maximilian von Montgelas
Maximilian Carl Joseph Franz de Paula Hieronymus Graf von Montgelas, född 12 september 1759 i München, död där 14 juni 1838, var en bayersk statsman. Han var farfar till Max von Montgelas.

## Biografi
Montgelas tillhörde en till Bayern inflyttad savojisk släkt, blev 1795 statsminister hos hertig Maximilian Josef av Pfalz-Zweibrücken och var sedermera under dennes 18 första regeringsår i Bayern (1799-1817) detta lands egentlige styresman, till en början endast som utrikesminister, men snart även med uppdrag att leda finansärendena och inrikesministeriet. 
Genom anslutning till Napoleon I kunde Montgelas betydligt utöka Bayerns territorium, och efter dennes fall var hans syfte att ge Bayern stormaktsställning i spetsen för ett sydtyskt förbund. 
Montgelas genomförde en mängd inre reformer i fransk anda. Han proklamerade satsen om alla undersåtars likhet inför lagen, han förberedde en ny skattläggning av jorden, han gav landet en administrativ indelning, han reformerade domstolsväsendet. Alla kristna bekännelser blev likställda, de flesta kloster upplöstes, skråväsendet inskränktes, vägnätet utvidgades, enhet i mått och mynt infördes. Vetenskapsakademien erhöll nya statuter, år 1808 inrättades en akademi för de bildande konsterna i München, universitetet blev frigjort från jesuitiskt inflytande, skolplikt infört.
| ”                                                                                          | hela världen behöver medborgerlig frihet, men hur många människor finns det egentligen i en stat som kan dra nytta av politisk frihet, ja, över huvud taget förstå vad det är? | „ |
| – Maximilian von Montgelas, Union eller undergång. Del 1: Kampen för ett enat Skandinavien | |   |

Han bekämpade energiskt ultramontanerna. Genom dessas och kronprins Ludvigs inflytande samt till följd av påtryckningar från Wien avskedades Montgelas plötsligt den 2 februari 1817.